# Carbaryl
Carbaryl is de triviale naam voor 1-naftylmethylcarbamaat, een organische verbinding met als brutoformule C12H11NO2. De stof komt voor als witte kristallen, die verschillende vormen kunnen aannemen. Het wordt gebruikt in insecticiden, alhoewel de stof toxisch en mogelijk carcinogeen is.
Carbaryl is illegaal in een aantal landen, waaronder Groot-Brittannië, Oostenrijk, Denemarken, Zweden, Duitsland en Angola.

## Toxicologie en veiligheid
De stof ontleedt bij verhitting of bij verbranding met vorming van giftige dampen, onder andere stikstofoxiden. Carbaryl reageert hevig met sterk oxiderende stoffen, waardoor kans op brand en ontploffing ontstaat.